# Marilisa Xenogiannakopoulou
Marilisa Xenogiannakopoulou (n. 20 februarie 1963, Atena, Regatul Greciei) este un om politic grec, membru al Parlamentului European în perioada 2004-2009 din partea Greciei.
1. ↑  Deputații în Parlamentul European